# ニカ・ルルア
ニカ・ルルア(Nika Rurua、グルジア語: ნიკა რურუა、1968年3月17日 – 2018年12月4日)は、ジョージアの政治家。
2008年12月10日より2012年10月25日まで文化・スポーツ相を務めた。
トビリシ出身。アメリカへの留学経験があり、ジョージア州立大学で法学の博士号を取得している。2004年に初当選を果たしており、以前には防衛委員会の副議長を務めていた。
2010年のバンクーバーオリンピック、リュージュ代表のノダル・クマリタシビリが開会式前の練習中に事故死した際、選手団はオリンピックに留まることを表明した。またリュージュがこの事故をきっかけとしてより安全なスポーツとなってほしいと表明した。
2018年、トビリシのアパートで亡くなっているのが発見されたと現地メディアが伝えた。50歳だった。